# Kabupaten Kolaka Timur
Kabupaten Kolaka Timur (engelska: East Kolaka Regency) är ett kabupaten i Indonesien.   Det ligger i provinsen Sulawesi Tenggara, i den centrala delen av landet, 1 700 km öster om huvudstaden Jakarta.